# Москвич-2138
Москви́ч-2138 (рос. Москвич-2138) — легковий задньопривідний автомобіль, що випускався на Автомобільному заводі ім. Ленінського Комсомолу в Москві у 1976—1982 роках. Був рестайлинговою моделлю на базі Москвич-408ІЕ.

## Опис моделі

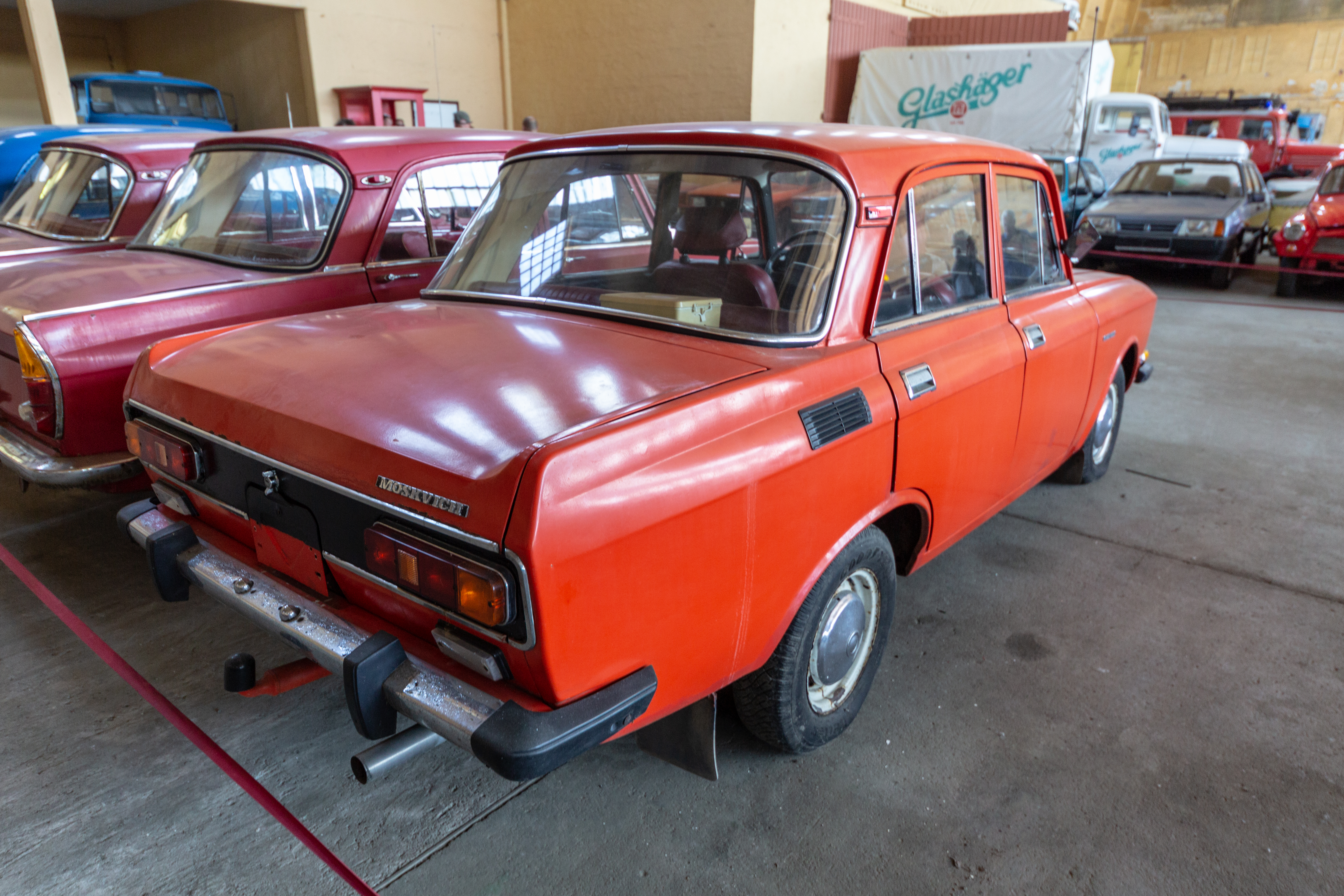

Відповідно до нового ГОСТу рестайлінговий седан, який почав випускатися в 1976 році з двигуном Москвич-408, отримав індекс «Москвич-2138». Слід зазначити, що основною причиною випуску цієї моделі зі слабким двигуном була помітна нестача потужніших двигунів УЗАМ-412, які поставлялися не тільки на АЗЛК, а й на Іжмаш. 
Основні зміни, впроваджені на «Москвичі-2138» стосувалися безпеки та експлуатаційних якостей автомобіля. Зокрема, стали встановлюватися дискові гальма на передніх колесах і двоконтурний гідропривід в комплексі з вакуумним підсилювачем і регулятором тиску в контурі приводу гальм задніх коліс. Стали встановлюватися закриті підшипники в ряді агрегатів ходової частини і шарніри з одноразовою заправкою мастила в передній підвісці і приводі рульового управління, що дозволило значно зменшити обсяг технічного обслуговування автомобіля в процесі експлуатації. На передніх сидіннях стали встановлюватися підголовники, були злегка змінені форми зовнішніх деталей автомобіля (стали встановлюватися втоплені ручки дверей тощо), була косметично змінена зовнішність автомобіля. Обсяг нововведень був ідентичний таким на автомобілі «Москвич-2140». За великим рахунком, кузов, двигун, трансмісія і ходова частина цієї моделі були збережені ідентичними моделі «Москвич-408ІЕ». 
Вже на момент початку випуску «Москвич-2138» двигун Москвич-408 був застарілим, занадто малопотужним (50 к.с.), не забезпечував достатніх динамічних якостей, хоча й відрізнявся більшою надійністю. Тому в 1982 році, комплектація автомобілів «Москвич» двигуном Москвич-408 була припинена, а все сімейство автомобілів на базі «Москвич-2138» було знято з виробництва.

## Модифікації
- Москвич-2138 — базовий седан сімейства "1360". Виготовлявся в 1976—1982 рр.;
- Москвич-21381 — модифікація для медичної служби. Виготовлявся в 1976—1981 рр.;
- Москвич-2136 — універсал "1360". Серійно не виготовлявся через занадто малопотужний двигун (у 1976 році був виготовлений єдиний зразок);
- Москвич-2733 — комерційний фургон. Виготовлявся в 1976—1981 рр.